# Pedro Gaspar Juglar
Pedro Gaspar Juglar fue un fraile dominico, nombrado por Tomás de Torquemada primer Inquisidor de Aragón.

## Biografía
Poco se sabe de este sacerdote ni el año que nació ni donde, más por el apellido pudo haber sido oriundo de Andalucía. El inquisidor general, Tomás de Torquemada, nombró inquisidores de Aragón a fray Gaspar Juglar y al Canónigo en la Seo de Zaragoza Pedro Arbués. Se sabe que el nombramiento oficial de ambos como inquisidores fue el 4 de mayo de 1484, con gran oposición por parte de los conversos. Gaspar Juglar murió en enero de 1485, corriendo el rumor de que había sido envenenado por los conversos. En dicho mes tomó posesión como único inquisidor de Aragón Pedro Arbués, lo que quiere decir que él fue el primer Inquisidor General.
| Predecesor: Nuevo Cargo | Inquisidor General de Aragón 4 de mayo de 1484 - enero de 1485 | Sucesor: Pedro Arbués |